# Meztelen vagy
Meztelen vagy (en hongarès, Estàs nu) és una pel·lícula hongaresa del 1972 dirigida per Imre Gyöngyössy i ambientada en el món dels gitanos d'Hongria en la dècada del 1970, raó per la qual està rodada a l'estil de documental.

## Argument
Gera és un famós pintor gitano que ha deixat la seva posició privilegiada, i després d'haver cremat els seus quadres, torna amb un amic seu on són acampats els seus parents gitanos que viuen miserablement. El seu pla és reformar la vida dels gitanos. Però ningú no pot ser profeta a la seva pròpia terra. Els companys de Gera no entenen les seves intencions i objectius i no es deixen influir pels forasters, malfien d'ell, fins i tot la mateixa mare de Gera.

## Repartiment
- Sándor Oszter... Gera
- István Szeghõ... Lénárt
- Irén Rácz... 	Dina
- Józsefné Seres ... 	Angeli
- Tiborné Fényes ... 	Gera anyja
- Erzsi Cserhalmi ... 	Juli

## Recepció
Fou projectada com a part de la selecció oficial del Festival Internacional de Cinema de Sant Sebastià 1972, on no va tenir bona acollida per la crítica espanyola.